# Acronicta superans
Acronicta superans là một loài bướm đêm trong họ Noctuidae.

## Hình ảnh

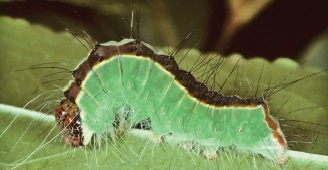
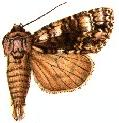